# Koko Taylor
Koko Taylor (gyakran KoKo Taylor-ként írva, születési neve: Cora Walton) (Shelby megye, Tennessee, 1928. szeptember 28. – Chicago, Illinois, 2009. június 3.) amerikai blues énekes, gyakran a „Blues Királynője” jelzővel illetik.
Jellegzetesen erőteljes volt az énekhagja, előadásmódja, egyéni blues-stílusa. A 2003-as májusi Rolling Stone magazinnak ezt mondta: „Az életem olyan, mint egy blues mezőkön zakatoló vonat.”
Művészneve gyerekkori becenév, mivel imádta a csokoládét, egyesek szerint viszont a „Koko” inkább a kokainra utal.

## Pályafutása
Tennessee állam Shelby megyéjében látta meg a napvilágot. Tizenegy éves korában elárvult. Tizenöt évesen már gospeleket énekelt egy templomi kórusban. Ifjúkorában nagy hatással volt rá Big Mama Thornton, Bessie Smith, Muddy Waters, Sonny Boy Williamson. 1952-ben elhagyta Memphis-t és Chicago-ba költözött férjével, a kamionsofőr Robert „Pops” Taylorral. Az 1950-es évek végén Chicago-i blues klubokban kezdett el énekelni. 1962-ben találkozott Willie Dixon-nal, akinek segítségével szélesebb körben is elismerték és első lemezfelvételét is elkezdhette. Dixon ezekkel a szavakkal szólította meg:
Istenem, soha nem hallottam még nőt blues-t énekelni úgy, ahogy te énekled! Nagyon sok férfi blues-énekes van, de nő kevés. Ez kell manapság a világnak, egy olyan nő, mint te.
1965-ben megjelent első kislemeze a Chess Records gondozásában Wang Dang Doodle-ként, amit habár Dixon írt, de Howlin’ Wolf vitte később slágerlistára. A számon Little Walter gitározik, aki hozzájárult ahhoz, hogy 1966-ban az R&B toplistákon bejutott az első négy közé a kislemez és milliónyit tudtak így eladni így belőle. Később jó néhány Dixon által írt számot felvett, még jobban előadva azokat, ám soha nem tudta megismételni a kislemezével aratott hatalmas sikerét.
Az 1960-as évek végén és az 1970-es évek elején egy rajongója által még szélesebb körben kezdték el terjeszteni anyagait és hírnevét, ami  odáig vezetett, hogy 1975-ben leszerződtette az Alligator Records. Összesen kilenc albumot készített a cégnél, melyek közül nyolcat Grammy-díjra jelöltek. Így ő lett a legnépszerűbb női blues énekes, 25 Blues Music-díjat nyerve különböző kategóriákban (többet, mint bármelyik más előadó). Miután 1989-ben visszatért egy veszélyes autóbalesetből, az 1990-es években olyan filmekben lehet látni Taylor-t, mint a Blues Brothers 2000, majd 1994-ben egy blues klubot nyitott a chicago-i Division Street-en, ami 1999-ben bezárt.
Taylor jó néhány előadóra volt hatással, mint például Bonnie Raitt, Shemekia Copeland, Janis Joplin, Shannon Curfman és Susan Tedeschi. Haláláig évente több mint 70 koncertet adott évente, majd Country Club Hills, Illinois-ba költözött.
2008-ban az Internal Revenue Service azt állította, hogy Taylor-nak 400 000 dollár adója, bírsága és kamata van. Adóssági gondjai 1998-ban, 2000-ben és 2001-ben keletkeztek, amely az évek során felhalmozódott bruttó 949 000 dollárra.
2009. június 3-án, 80 évesen hunyt el Illinois-ban, miután bélvérzés miatt a sürgősségire szállították 2009. május 19-én. Legutolsó koncertje 2009. május 7-én volt a Blues Music-díjon.

## Díjak
- 1985 – Grammy-díj, „Legjobb Tradicionális Blues Album”
- 1996 – Howlin' Wolf-díj
- 1997 – Blues Hall of Fame – beavatás
- 1999 – Blues Foundation Lifetime Achievement-díj
- 2004 – NEA National Heritage Fellowship
- Blues Music-díj (hivatalosan W. C. Handy-díj) – 24 alkalommal a következő kategóriákban:
  - Kortárs Női Blues Előadó
  - Év Előadója
  - Női Előadó
  - Tradicionális Blues Női Előadó
  - Év Énekese
- 2004 (74 évesen) – Taj Mahal-lal szerepelt speciális vendégként az egyik Arthur részben
- 2008 (80 évesen) – Umphrey's McGee-vel szerepelt speciális vendégként az Újévi előadásán Chicago-ban, az Auditorium Theater-ben
- A 7. Independent Music-díjon Taylor nyerte meg a „Legjobb Blues Album” díjat[4]

## Diszkográfia
- 1969 – Koko Taylor (MCA Records, Chess Records)
- 1972 – Basic Soul (Chess Records)
- 1973 – South Side Lady (Evidence Records)
- 1975 – I Got What It Takes (Alligator Records)
- 1975 – Southside Baby (Black & Blue)
- 1978 – The Earthshaker (Alligator)
- 1981 – From the Heart of a Woman (Alligator)
- 1985 – Queen of the Blues (Alligator)
- 1984 – An Audience with Koko Taylor (Alligator)
- 1987 – Live from Chicago (Alligator)
- 1989 – Jump for Joy (Alligator)
- 1990 – Love You Like a Woman (Charly Records)
- 1981 – Wang Dang Doodle (Huub Records)
- 1993 – Force of Nature (Alligator)
- 2000 – Royal Blue (Alligator)
- 2003 – Deluxe Edition (Alligator)
- 2007 – Old School (Alligator)